# Округ Ендру (Мисури)
Округ Ендру (енгл. Andrew County) је округ у америчкој савезној држави Мисури.

## Демографија
По попису из 2010. године број становника је 17.291, што је 799 (4,8%) становника више него 2000. године.
| Група             | 2000.          | 2010.          |
| Белци             | 16.129 (97,8%) | 16.641 (96,2%) |
| Афроамериканци    | 69 (0,4%)      | 72 (0,4%)      |
| Азијати           | 37 (0,2%)      | 75 (0,4%)      |
| Хиспаноамериканци | 138 (0,8%)     | 290 (1,7%)     |
| Укупно            | 16.492         | 17.291         |